# 北西ハワイ諸島

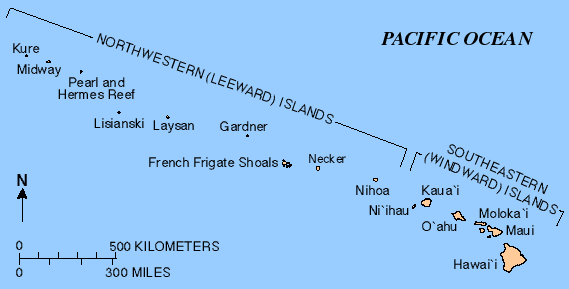
ハワイ列島

北西ハワイ諸島（ほくせいハワイしょとう Northwestern Hawaiian Islands または Leeward Islands）とは、太平洋のほぼ真ん中にあるハワイ諸島のうち、カウアイ島からミッドウェー諸島までの約2,200kmの距離にわたって連なる、珊瑚礁や岩礁からなる33の島々を指す。総面積は約12.8km2で、ミッドウェー諸島以外は大体無人である。
別名リーワード（leeward、風下）諸島。これ以外の各島はウィンドワード（windward、風上）諸島と呼ばれる。

## 歴史
これらの島々の歴史は考古学的な史料から推測する以外に無いが、ネッカー島やニホア島には古代に人間が住んでいたと考えられており、おそらくはハワイ諸島に植民したポリネシア人の一部が北西ハワイ諸島にも進出したのではないかとされている。しかし近代以前にこれらの島は放棄されたか、あるいは居住者が全滅し、以降は無人島となっている。

## 自然
北西ハワイ諸島は野生生物の宝庫でクロアシアホウドリ、ハワイモンクアザラシ、レイサンマガモ、アオウミガメなどの貴重な野生生物が生息している。1909年にミッドウェー諸島とクレ環礁を除くアメリカ合衆国内務省の魚類野生生物局が管轄する国立自然保護区に指定された。魚類野生生物局の調査員が時折、訪れる以外は一般人が許可なく立ち入る事は禁止されており、上陸するにしても冷凍殺菌した新しい服装に着替えなければ北西ハワイ諸島に上陸する事が出来ない。唯一、フレンチ・フリゲート環礁のターン島に魚類野生生物局の基地が設置してあり、リシアンスキー島には研究者のテントが設置してある。
2006年には、自然保護政策の一環として、全域がアメリカ合衆国ナショナル・モニュメントとなる、北西ハワイ諸島海洋ナショナル・モニュメント（後にパパハナウモクアケア海洋ナショナル・モニュメント）が設置された。2010年には世界遺産（複合遺産）に登録されている。

## 環境問題
海流の関係から、北西ハワイ諸島には太平洋中からゴミが集まって来て漂着しており、環境に深刻な影響を与えている。

## 北西ハワイ諸島の島々
- ニホア島（Nihoa Island）
- ネッカー島（Necker Island）
- フレンチフリゲート瀬（French Frigate Shoals）
- ガードナー尖礁（Gardner Pinnacle）
- マロ環礁（Maro Reef）
- レイサン島（Laysan Island）
- リシアンスキー島（Lisianski Island）
- パールアンドハーミーズ環礁（Pearle and Hermes Atoll）
- ミッドウェー環礁（Midway Atoll）
- クレ環礁（Kure Atoll）

ミッドウェー環礁以外はハワイ州に属している。